# ندها
ندها (به انگلیسی: Naddha) یک روستا در پاکستان است که در پنجاب واقع شده‌است.